# Маскаро, Хосе Мария
Хосе Мария Маскаро Сакристан (исп. José María Mascaro Sacristan, 28 июля 1947) — мексиканский хоккеист (хоккей на траве), полевой игрок.

## Биография
Хосе Мария Маскаро родился 28 июля 1947 года.
В 1971 году в составе сборной Мексики завоевал серебряную медаль хоккейного турнира Панамериканских игр в Кали.
В 1972 году вошёл в состав сборной Мексики по хоккею на траве на Олимпийских играх в Мюнхене, занявшей 16-е место. Играл в поле, провёл 6 матчей, забил 1 мяч в ворота сборной Кении.